# Dunkelsche Mühle
Die Dunkelsche Mühle (auch Borgmoille bzw. Burgmühle aufgrund der Nähe zur Stadtburg Plettenberg) war vom 13. Jahrhundert bis in die 1950er-Jahre eine Kornmühle in Plettenberg. Ihre historische Bedeutung liegt in dem Umstand, dass sie bereits um 1300 und dann 1320 urkundlich erwähnt wurde und als Eigentum den Grafen von Plettenberg zugeordnet werden konnte. Sie ist zudem Teil des Stadtmodells der Historischen Stadtbefestigung von Plettenberg, welches im Heimathaus Plettenberg zu sehen ist.

## Geschichte
Die Kornmühle wurde am Umlauf von Plettenberg errichtet. Bereits im 13. Jahrhundert gehörte sie zum Besitz der Plettenberger Ritterschaft und wurde 1320 im Rahmen eines Verkaufsgeschäftes zwischen Johann von Plettenberg und Engelbert II. von der Mark urkundlich als moele to Plettenbracht erwähnt. Danach wechselte die Mühle vielfach die Besitzer, beispielsweise kam sie Mitte des 14. Jahrhunderts zum Teil an die Grafen von Arnsberg. Als Kontinuität ist aber zu erwähnen, dass die Mühle immer mindestens zur Hälfte im Besitz der Grafen zu Plettenberg verblieb, bis sie 1671 wieder ganz in den Besitz des Adelsgeschlechtes kam. Die jeweiligen Familienmitglieder wurden entsprechend Plettenberg de Molendino, Plettenberg von der Moelen und ähnlich genannt.
Obwohl sich die Stadt Plettenberg 1673 vom allgemeinen Mühlenzwang – die Bauern wurden verpflichtet, ihr Korn immer von einer bestimmten Mühle mahlen zu lassen – befreien konnte, musste sie den Mühlenbesitzern bestimmte Privilegien gewähren. Als Beispiel sei die Reparatur der Mühle nach dem Dreißigjährigen Krieg genannt, bei der die Plettenberger Bürger entsprechende Dienste leisten mussten.
Es folgten weitere Besitzerwechsel, bis die Mühle 1826 in den Besitz des Müllers Dunkel kam, dem Namensgeber der heutigen Bezeichnung. Er veranlasste den Abriss des alten Gebäudes und die Errichtung eines Mehllagers an gleicher Stelle. Bis zuletzt blieben seine Nachfahren im Besitz der Mühle, auch als 1895 der Betrieb, u. a. mit einer neuen Triebwerksanlage, stark modernisiert wurde, bezahlt durch die Plettenberger Straßenbahngesellschaft. Hintergrund war im Wesentlichen ein Beitrag zur Verbesserung des städtischen Verkehrswesens.
In den 1950er-Jahren wurde die Mühle dann abgerissen; zu diesem Zeitpunkt gehörte das Gebäude zu den drei ältesten der Stadt.